# Johannes Secundus
Johannes Secundus (vagy Janus Secundus született Jan Everaerts) (Hága, 1511. november 15. – Utrecht, 1536. szeptember 25.) holland származású újlatin költő.

## Élete
Jan Everaerts néven született Hágában. Apja Nicolaes Everaerts ismert jogász volt, Rotterdami Erasmus jó barátja.
Családja 1528-ban Mechelenbe költözött, ahol Secundus első költeményeit az elégiákat írta. Bátyjával Mariusszal 1532-ben Bourgesba mentek jogot tanulni a neves író, jogász Andrea Alciatóhoz. Itt szerzett licentia-t (képzettséget) a tanításhoz.
1533-ban egy másik testvérét Grudiust követve tagja lett Habsburg Károly spanyol bíróságának. E minőségében Toledo érsekének titkáraként két évet dolgozott. Innen súlyos betegsége miatt visszatért Mechelenbe és ezt követően 1536. szeptember 25-én huszonnégy éves korában elhunyt az Utrechthez közeli Saint-Amand Apátságban.

## Művei
Secundus termékeny író volt és rövid élete során jelentős műveket alkotott. Nevezetesek elégiái, epigrammái, ódái, versben megfogalmazott levelei, epithalamiumjai (nászének) és néhány prózai írása. A legnevezetesebb munkája a Liber Basiorum (Csókok könyve, első kiadása 1541-ben jelent meg), mely a csókról költött tizenkilenc versből álló rövid válogatás. A "Basia", de különösen az 5. és 7. versek Catullus imitációnak tűnnek és néhány vers az Anthologia Graeca költeményeihez hasonlít. Költészetének stílusa modernebb, de mégis a Catullust követő tradíción alapszik. A központi témakör a természetes termékenység és a csók mely, mint egyfajta szellemi táplálék képes sebeket is begyógyítani. Secundus munkáiban fellelhetők újplátonista és petrarchista elemek is. Költészete Balassi Bálintra is hatással volt, aki tőle vette át a Júlia nevet.

## Zenei feldolgozások
Verseinek holland fordítását feldolgozta Cornelis Tijmensz Padbrué (1631) madrigálnak.

## Fordítás
- Ez a szócikk részben vagy egészben  a    Johannes Secundus című angol Wikipédia-szócikk ezen változatának fordításán alapul.  Az eredeti cikk szerkesztőit annak laptörténete sorolja fel. Ez a jelzés csupán a megfogalmazás eredetét és a szerzői jogokat jelzi, nem szolgál a cikkben szereplő információk forrásmegjelöléseként.